# Кревелівка
Креве́лівка — село в Україні, у Лубенському районі Полтавської області. Населення становить 110 осіб. Колишній орган місцевого самоврядування — Березівська сільська рада.

## Географія
Село Кревелівка знаходиться на відстані 0,5 км від сіл Тотчине, Кучерівка (зняте з обліку) та за 1,5 км від села Березівка.

## Історія
12 червня 2020 року, відповідно до розпорядження Кабінету Міністрів України № 721-р «Про визначення адміністративних центрів та затвердження територій територіальних громад Полтавської області», село увійшло до складу Лубенської міської громади.
19 липня 2020 року, в результаті адміністративно - територіальної реформи та ліквідації Лубенського району(1923-2020), село увійшло до складу новоутвореного Лубенського району.

## Населення
Згідно з переписом УРСР 1989 року чисельність наявного населення села становила 134 особи, з яких 60 чоловіків та 74 жінки.
За переписом населення України 2001 року в селі мешкало 108 осіб.

### Мова
Розподіл населення за рідною мовою за даними перепису 2001 року:
| Мова       | Відсоток |
| ---------- | -------- |
| українська | 99,09 %  |
| російська  | 0,91 %   |